# Ladislav Rybánsky
Ladislav Rybánsky (László Ribánszki, * 19. července 1984, Šaľa) je slovenský fotbalový brankář maďarského původu, od ledna 2014 je bez angažmá.

## Klubová kariéra
Rybánsky je odchovancem Spartaku Trnava. Klub jej poslal v roce 2006 na hostování do FKM Nové Zámky. V roce 2010 odešel do Maďarska, kde působil v klubech Kecskeméti TE, BFC Siófok a Diósgyőri VTK. Po vypršení smlouvy s Diósgyőrem přestoupil v červenci 2013 do polského klubu Podbeskidzie Bielsko-Biała hrajícího nejvyšší polskou soutěž Ekstraklasu, kde podepsal dvouletý kontrakt. Ovšem v lednu 2014 se stal po rozvázání kontraktu volným hráčem. Za Podbeskidzie odchytal v sezoně 2013/14 v Ekstraklase 12 utkání.